# Jean Davanne
Jean Davanne est un footballeur français né le 26 décembre 1936 à Reims (Marne). 1,74 m pour 73 kg. Il était milieu de terrain.
Par la suite, il a entraîné les jeunes du club de Biot.

## Carrière de joueur
- 1955-1958 : Stade de Reims (21 matchs et 1 but en division 1)
- 1958-1963 : Stade Français (79 matchs et 2 buts en division 1)
- 1963-1964 : RC Strasbourg (5 matchs en division 1)
- 1964-1966 : Stade de Reims (21 matchs en division 2)
- 1966-1967 : ECAC Chaumont (16 matchs en division 2)[1]

## Palmarès
- Champion de France en 1958 (avec le Stade de Reims)
- Coupe de France en 1958 (avec le Stade de Reims)
- Vainqueur de la Coupe de la Ligue en 1963-64 (avec le RC Strasbourg)
- Champion de France de Division 2 en 1966 (avec le Stade de Reims)